# Martin Arndt
Martin Arndt (* 1949 in Bünde) ist ein deutscher Wissenschaftsautor. Er lebt in Kroatien.
Arndt wurde 1997 mit einer Arbeit über Max Scheler an der Universität Münster zum Dr. phil. promoviert. Er unterrichtete bis 2012 am Gymnasium Paulinum in Münster die Fächer Englisch, Philosophie und evangelische Religionslehre.
Wissenschaftlich ist sein Schwerpunkt die Philosophiegeschichte des 19. Jahrhunderts. Arndt hat 1994 Schelers Schriften zur Anthropologie herausgegeben und war Mitarbeiter des von Joachim Ritter herausgegebenen Historischen Wörterbuchs der Philosophie, des Biographisch-Bibliographischen Kirchenlexikons (für das er zahlreiche Artikel geschrieben hat), der Zeitschrift für Religions- und Geistesgeschichte und der kroatischen Zeitschrift Licus, in der er regelmäßig publiziert. Er erhielt Lehraufträge für (Religions-)Philosophie an der Westfälischen Wilhelms-Universität Münster und arbeitete dort an der Arbeitsstelle für Interdisziplinäre Deutschland- und Europaforschung. Schließlich betreute er ein Programm zur Förderung des deutschen Sprachunterrichts an kroatischen Schulen. Momentan referiert er an der Ross-Schule in Hannover. Seine Lehrfächer sind Englisch sowie Werte und Normen und Religion.

## Schriften
- Hrsg.: Max Scheler: Schriften zur Anthropologie. Reclam, Stuttgart 1994.
- Weltenfülle und Verstrickung im Werk Max Schelers – Der Geist auf der Grenze zwischen West und Ost (= Boethiana – Forschungsergebnisse zur Philosophie. Band 37). Kovac, Hamburg 1999, ISBN 3-86064-705-9 (zugleich Dissertation, Universität Münster, 1997).
- Helmuth Plessner und Hannah Arendt: Prolegomena zu einem Vergleich zweier Exilanten mit einem Ausblick in die Gegenwart. In: Karl Hahn u. a. (Hrsg.): Fragen an Deutschlands Zukunft und seine Stellung in Europa. Münster 2001, S. 55 ff.
- Die Basler Syntroglodyten Overbeck und Nietzsche. Eine Freundschaft im Dissens. In: Zeitschrift für Religions- und Geistesgeschichte. Heft 3, 2001, S. 193 ff.
- Max Scheler und der seelenkundliche Diskurs der 20er Jahre. In: Psychologie und Geschichte. Jahrgang 9, 2001, Heft 3–4, S. 33–57 (PDF).
- Franz Overbeck: Ein Dissident der Moderne. In: Zeitschrift für Kirchengeschichte. 113. Band, 2002, Heft 2, S. 190–209.
- Der jüdisch-deutsche Kultur-Dialog im Verständnis Hermann Cohens. In: Zeitschrift für Didaktik der Philosophie und Ethik. Heft 4/2002, S. 336 ff.
- Hermann Cohen: Grenzverwischung. In: Wolfram Hogrebe (Hrsg.): Grenzen und Grenzüberschreitungen; XIX. Deutscher Kongreß für Philosophie Sinclair Press, Bonn 2002, S. 773–785.
- Australia and New Zealand – No longer Down Under? Viewfinder. Langenscheidt – Longman, Two Volume Topics + Resource Book, 2003.
- „Leitkultur 1“ und interkulturelle Verständigung – Zur Philosophischen Konzeption eines Bildungsprozesses. In: Volker Steenblock (Hrsg.): Philosophiekurse Münsteraner Einführungen – Münsteraner Philosophische Arbeitsbücher. Band 3. Lit, Münster 2004, S. 63–88.
- Dem eigenen Herzen gehorchet. Friedrich Schiller und die Lebenskunst. Agenda, Münster 2005, ISBN 3-89688-249-X (Verlagstext).
- Wir 1 za 4, razred osnovne skole. Klett, Zagreb 2006 (Lehrwerke für den kroatischen Deutschunterricht an der Primarschule).
- Hrsg. und Bearb. mit Karl Sassenberg: Australia and New Zealand – Down Under On Top Viewfinder. Langenscheidt, Two Volumes – Topics + Resource Book Plus CD-Rom, 2011.